# Ocean Colour Scene
Ocean Colour Scene – brytyjska grupa brit popowa założona w Moseley, dzielnicy Birmingham w 1989. Grupa wydała 9 albumów studyjnych,  5 albumów live, i 4 kompilacje.

## Skład
- Simon Fowler – wokal, gitara
- Steve Cradock – gitara

- Oscar Harrison – perkusja

- Dan Sealey – gitara basowa
- Andy Bennett – gitara

## Dyskografia

### Albumy studyjne
- Ocean Colour Scene (1992)
- Moseley Shoals (1996)
- Marchin' Already (1997)
- One from the Modern (1999)
- Mechanical Wonder (2001)
- North Atlantic Drift (2003)
- A Hyperactive Workout for the Flying Squad (2005)
- On the Leyline (2007)
- Saturday (2010)

### Albumy live
- Live on the Riverboat (2003)
- One for the Road (2006)
- Live at the Jam House (2006)
- Live at Birmingham Academy (2006)
- BBC Sessions (2007)

### Komplilacje
- B-sides, Seasides and Freerides (1997)
- Songs for the Front Row (2001)
- Anthology (2003)
- The Collection (2007)